# Aphanogmus bicolor
Aphanogmus bicolor é uma espécie de insetos himenópteros, mais especificamente de vespas parasíticas pertencente à família Ceraphronidae.
A autoridade científica da espécie é Ashmead, tendo sido descrita no ano de 1893.
Trata-se de uma espécie presente no território português.